# Chochol (Tichonice)
Chochol je malá vesnice, část obce Tichonice v okrese Benešov. Nachází se asi 1 km na severozápad od Tichonic. V roce 2009 zde bylo evidováno 8 adres. Chochol leží v katastrálním území Tichonice o výměře 7,29 km.

## Historie
První písemná zmínka o vesnici pochází z roku 1750.

## Další fotografie

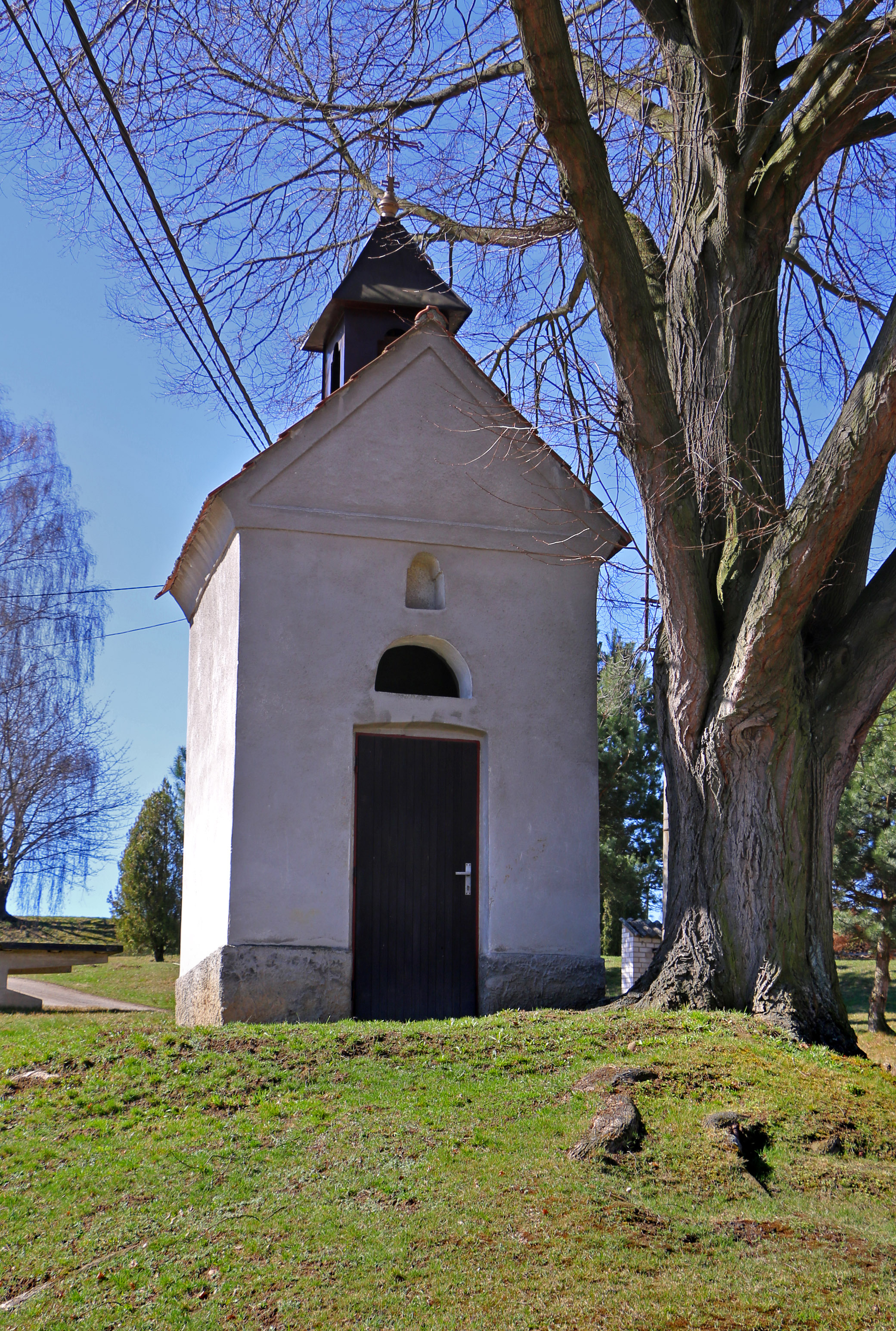
Kaple na návsi
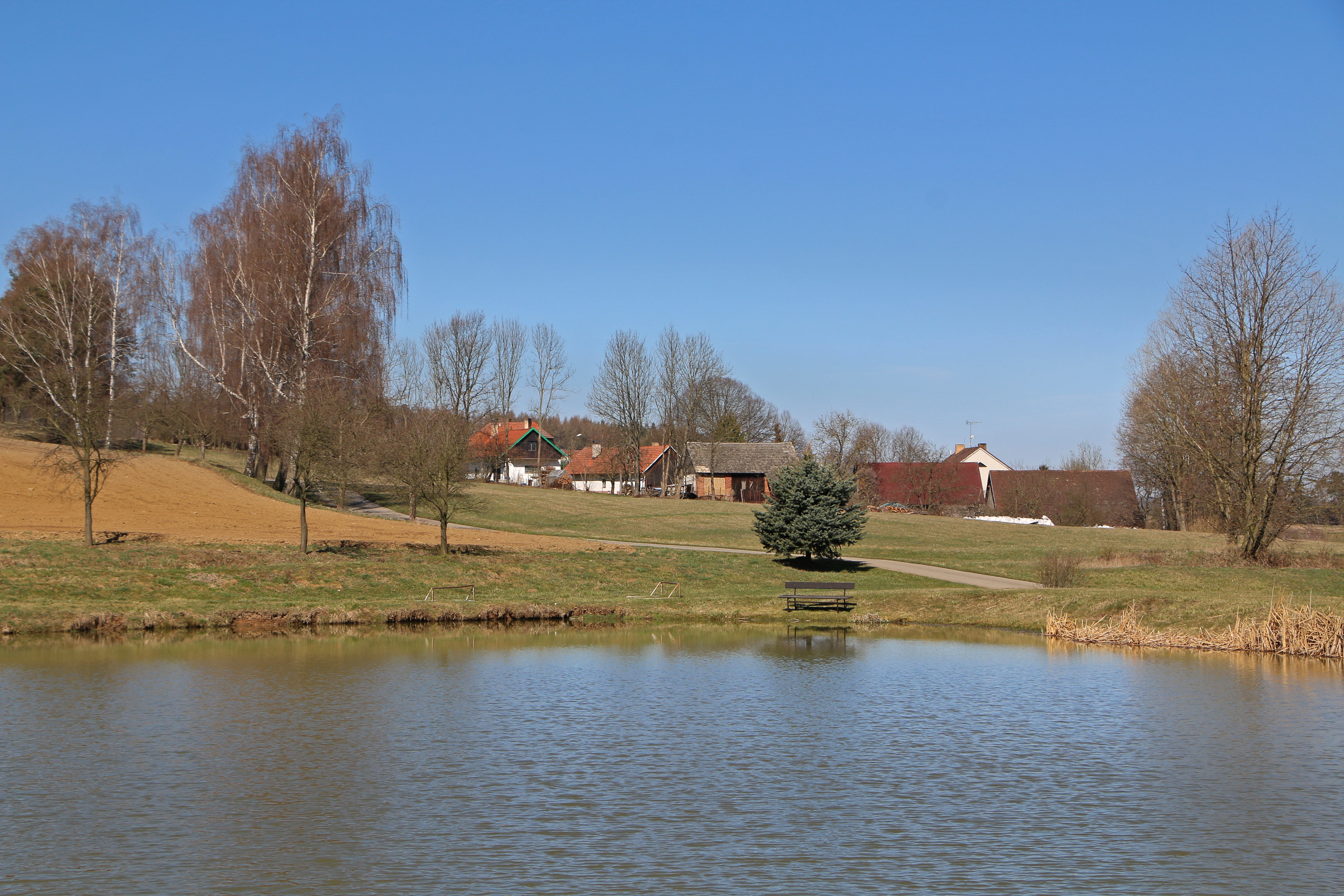
Rybník Chochol
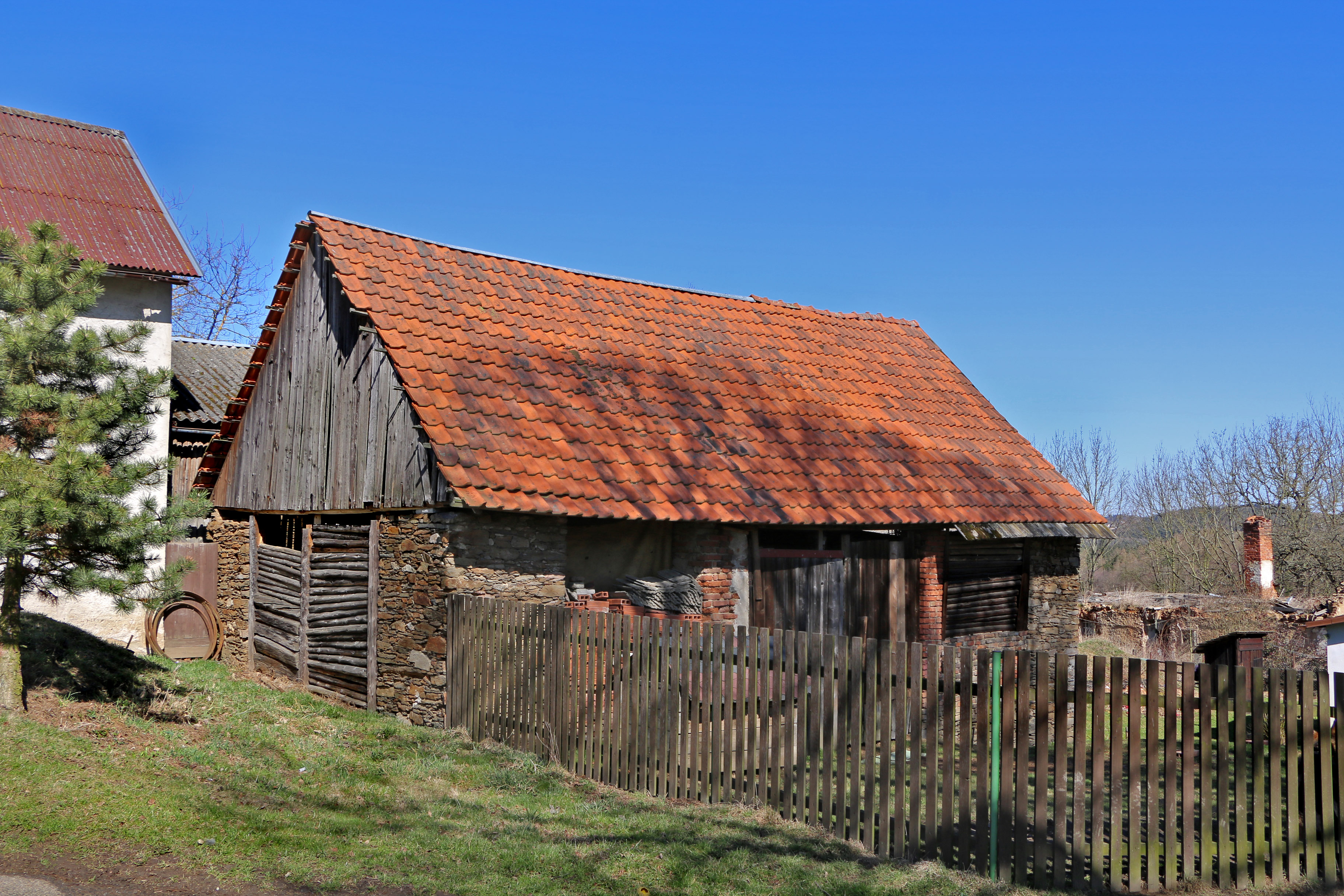
Stodola u domu čp. 2